# الصديق براجة
الصديق برادجة (من مواليد 9 سبتمبر 1983 في وهران) هو لاعب كرة قدم جزائري. يلعب حاليا لصالح نادي مولودية وهران في الرابطة الجزائرية المحترفة الأولى.

## روابط خارجية
- الصديق براجة على موقع قاعدة بيانات كرة القدم.إي يو (الإنجليزية)
- الصديق براجة على موقع Soccerway.com (الإنجليزية)